# Burgstall Große Schwedenschanze
Der Burgstall Große Schwedenschanze ist eine abgegangene hochmittelalterliche Höhenburg im Landshuter Stadtteil Schönbrunn.
Die ehemalige Burganlage ist als Bodendenkmal mit der Nummer D-2-7439-0045 vom Bayerischen Landesamt für Denkmalpflege erfasst und wird als „Siedlung vorgeschichtlicher Zeitstellung sowie mittelalterlicher Burgstall "Große Schwedenschanze"“ beschrieben.

## Lage
Der Burgstall der Spornburg liegt auf 473 m ü. NN zwischen dem ehemaligen Schallermoos und der Flur Schweinbach in der Mitte einer Hügelreihe an einem steilen Talrand zum Isartal zwischen Landshut und Schönbrunn.

## Geschichte und Name
Früher ging man davon aus, dass die Reste der Burg einst eine römische Hochwache waren. Es wurde auch angenommen, dass es sich um den Grabhügel eines Fürsten, Stammeshäuptlings oder eines römischen, deutschen oder vindelikischen Kriegers handelte. Die Anlage stammt aber aus der Zeit des Hochmittelalters, das Gebiet des Burgstalls war jedoch schon seit vorgeschichtlicher Zeit besiedelt.
Die Gegend um den Burgstall war in alten Zeiten bewirtschaftet, wurde aber in Folge kriegerischer Verwüstungen aufgegeben, sodass sich  Wald und Moor wieder ausbreiten konnten.
In alten Urkunden wurde die große Burganlage „die Huth“ genannt. Diese Bezeichnung stammt vom altgermanischen Wort hut, was „behüten“ bedeutet. In späteren Zeiten hieß der Burgstall nach der angrenzenden Flur „Schweinbach“, das von swinen oder schwenden kommt, was „aus dem Moor herausarbeiten“ heißt und sich auf das sumpfige Erdreich und ehemalige Schallermoos bezieht. Der heutige Name „Schwedenschanze“ stammt von der Annahme der Bevölkerung, der Burgstall hätte als Schutzwall vor dem Einfall der Schweden im Dreißigjährigen Krieg gedient oder die Anlage wäre von den Schweden verwüstet worden. Die Bezeichnung „groß“ erfolgte als Unterscheidung zum benachbarten Burgstall Kleine Schwedenschanze, der geringere Ausmaße hat.

## Beschreibung
Die Burg bestand aus dem Turmhügel mit der Hauptburg, Wallanlagen, einem Ringgrabensystem und einem Wirtschaftsbereich. Die Bergsporne waren ausgebaut, Zugangswege führten zum Plateau mit seinem Flachhang.
Die Wälle und der Graben sowie der Turmhügel sind heute noch erhalten. Zur Plateauseite hin wird der Hügel von einem Wall- und Grabensystem umgeben. Die steilen Hänge der Isarleite boten einen natürlichen Schutz.

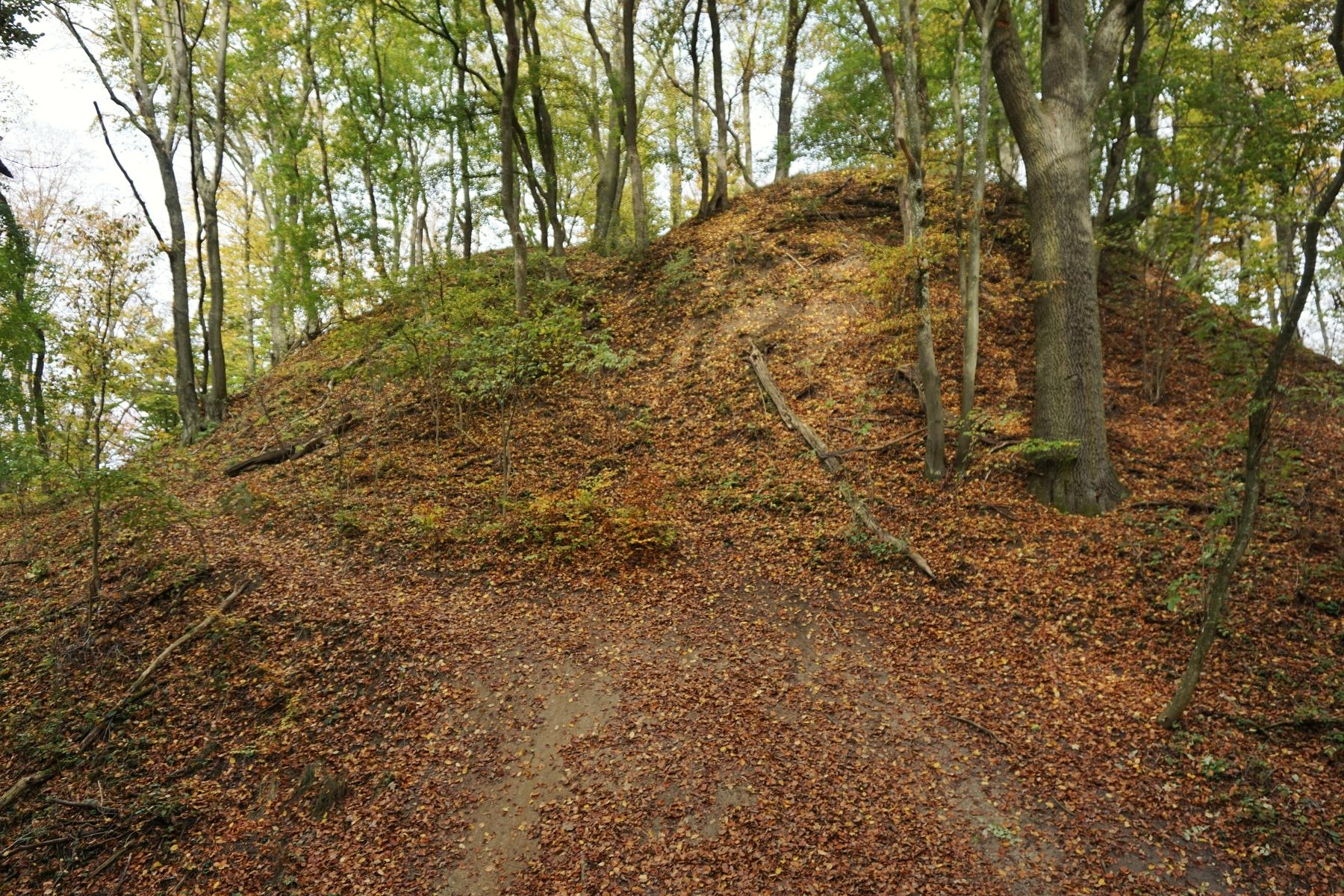
Burgstall Große Schwedenschanze Südseite (bei Schönbrunn/Landshut)

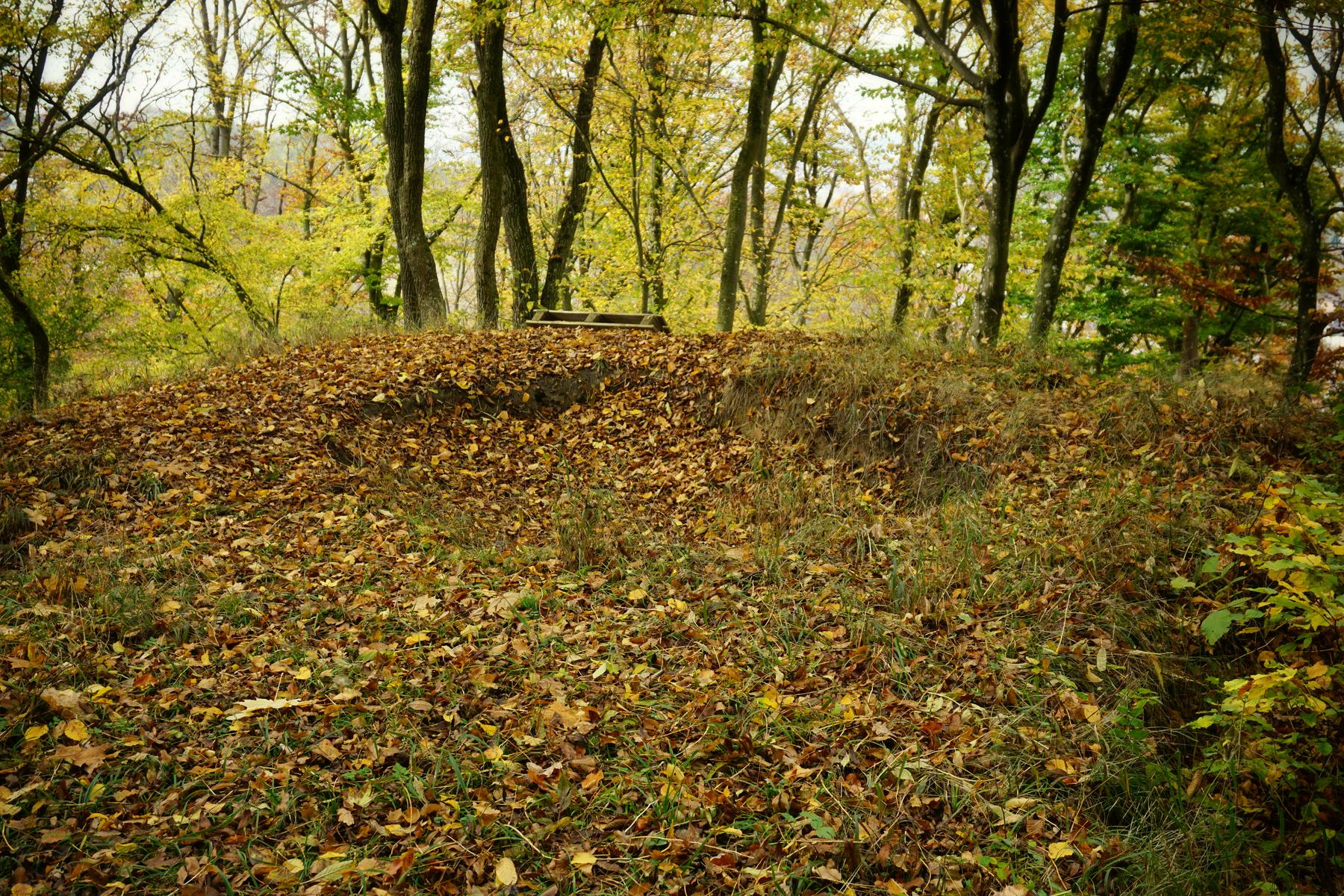
Burgstall Große Schwedenschanze Plateau (bei Schönbrunn/Landshut)